# Stigmatochromis modestus
Espèce
Statut de conservation UICN

 LC  : Préoccupation mineure
Stigmatochromis modestus est une espèce de poissons appartenant à la famille des Cichlidés endémique du lac Malawi en Afrique. 
Elle appartient au sous-ordre des Labroidei, qui compte aussi des familles comme les Pomacentridés (Poisson clown) ou les Scaridés (Poisson perroquet).